# 아베노 히라후

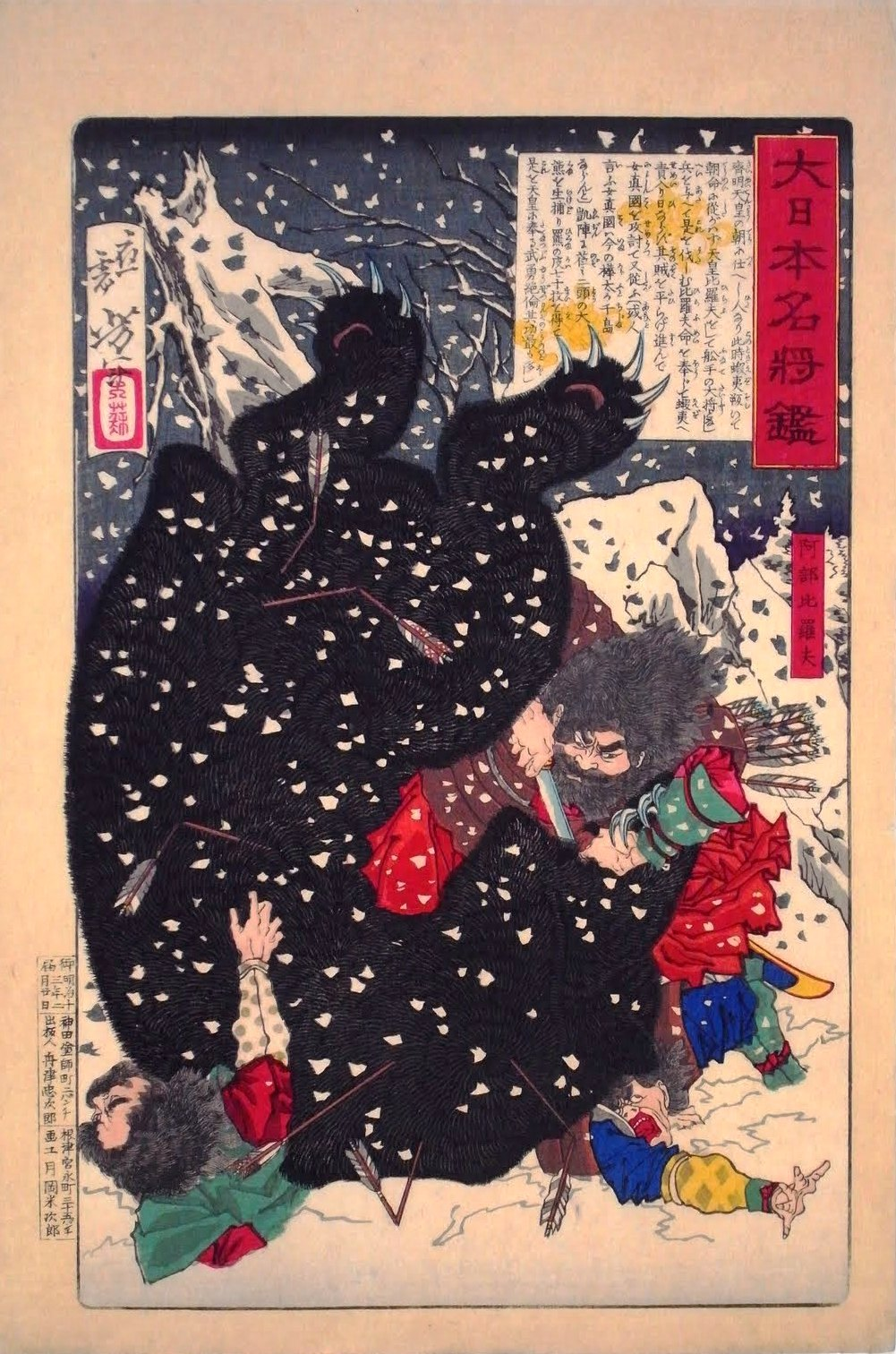
아베노 히라후

아베노 히라후(일본어: 阿倍比羅夫, あべの ひらふ)는 7세기 중기의 일본의 장군이다.
《니혼쇼키》에 따르면, 661년에는 백제의 재건을 위해 야마토 시대의 군사를 이끌고 백제에 원군으로 파견되어, 당나라·신라 연합군과 백제·야마토 연합군이 백강에서 격돌(→백강 전투)했다.

## 같이 보기
- 미시하세